# Ecorregión marina golfos norpatagónicos
La ecorregión marina golfos norpatagónicos (en  inglés North Patagonian Gulfs) (184) es una georregión ecológica situada en el sudeste de América del Sur. Se la incluye en la provincia marina magallánica de la ecozona oceánica de América del Sur templada (en inglés Temperate South America).

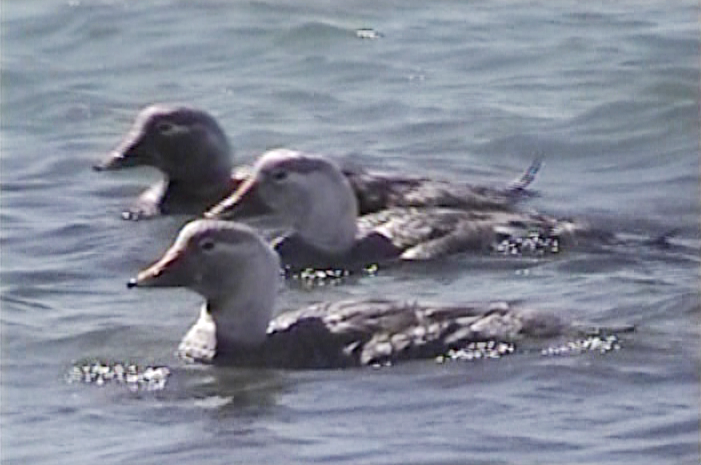
Una especie de ave marina costera característica de esta ecorregión es el pato vapor cabeza blanca (Tachyeres leucocephalus).

## Distribución
Se distribuye de manera exclusiva junto al litoral marítimo del sector norte de la Patagonia argentina, en el centro del mar Argentino del océano Atlántico sudoccidental. Comprende las aguas marítimas desde la desembocadura del río Negro hasta  el cabo Tres Puntas, extremo sur del golfo  San Jorge, abarcando la totalidad de la costa marina de las provincias de Chubut y Río Negro, así como también el sector norte de Santa Cruz. Mar adentro es reemplazada por otra ecorregión,  la ecorregión marina plataforma patagónica.